# كرايغ جيمس
كرايغ جيمس (بالإنجليزية: Craig James)‏ (15 نوفمبر 1982 بميدلزبرة في المملكة المتحدة - ) هو لاعب كرة قدم بريطاني في مركز الدفاع. لعب مع بورت فايل ونادي سندرلاند ونادي هيبرنيان ونادي يورك سيتي ونادي بارو ونادي هاروجيت تاون ونادي ليفينغستون لكرة القدم ودارلينجتون إف سى.

## وصلات خارجية
- كرايغ جيمس على موقع قاعدة بيانات كرة القدم.إي يو (الإنجليزية)
- كرايغ جيمس على موقع Soccerbase.com (لاعب) (الإنجليزية)
- كرايغ جيمس على موقع Soccerway.com (الإنجليزية)